# Johann von Wessenberg-Ampringen
Il Barone Johann Philipp von Wessenberg-Ampringen (Dresda, 28 novembre 1773 – Friburgo in Brisgovia, 1º agosto 1858) è stato un politico tedesco.

## Biografia
Johann Philipp von Wessenberg-Ampringen nacque in terra di Sassonia da una famiglia della piccola nobiltà che lo spinse ad intraprendere la carriera giuridica che lo portò quindi a laurearsi nell'università della città natale.
Postosi al servizio del governo austriaco giocò un ruolo fondamentale nella politica del periodo delle guerre napoleoniche, conducendo con successo le trattative per l'alleanza austro-inglese del 1813 in funzione antifrancese. Successivamente prese parte al Congresso di Vienna, venendo però contrastato dal Metternich il quale aveva adottato una condotta più dura nel ribadire i canoni della necessità di una restaurazione dei vecchi governi.
Chiamato a succedere all'incarico di Primo Ministro dell'Impero Austriaco durante il complicato periodo delle rivolte del 1848, rimase in carica dal 18 luglio al 19 ottobre di quello stesso anno, e venne costretto a dimettersi in quanto quegli stessi suoi ideali costituzionalisti che erano stati contrastati da Metternich più di vent'anni prima non trovarono alcun appoggio da parte dell'Imperatore Francesco Giuseppe, il quale tentava sempre più di accentrare il potere e di mantenere salde le redini dello Stato assoluto.
Ritiratosi con la corte durante la permanenza ad Olomouc, in Boemia, si ritirò in seguito a vita privata e morì a Friburgo in Brisgovia, dove aveva preso residenza, il 1º agosto 1858.